# Hochwasser in Hann. Münden

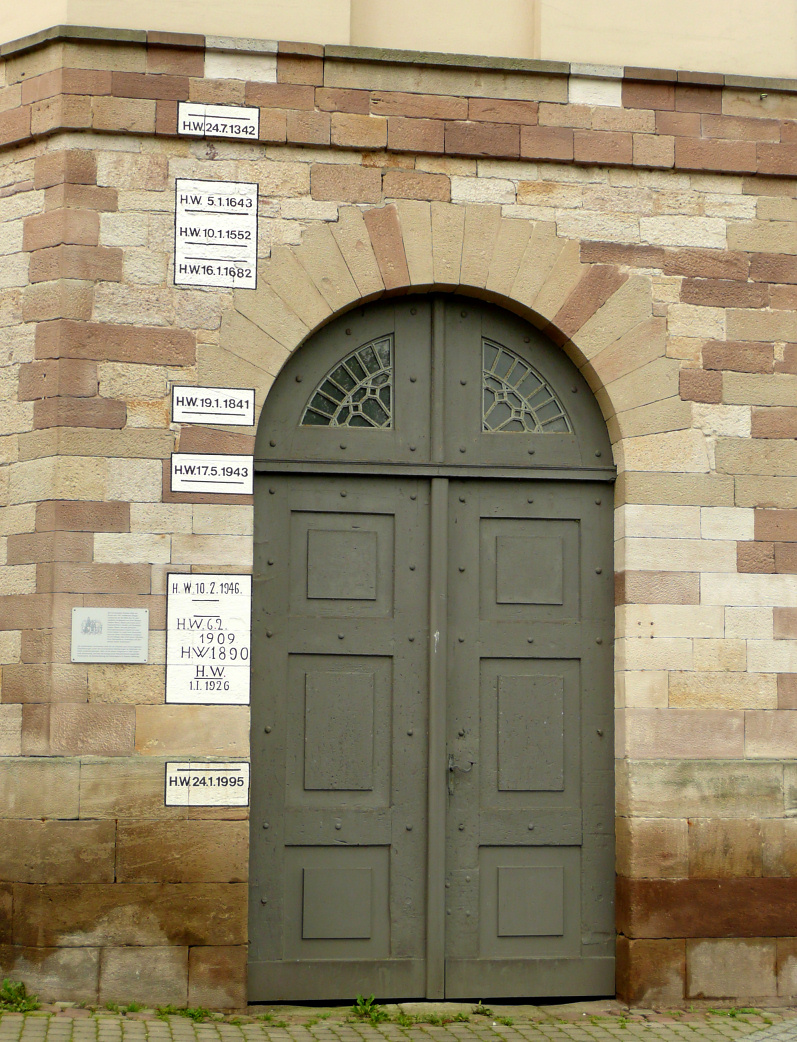
Hochwassermarken am Packhof in Hann. Münden mit der höchsten Markierung zum Magdalenenhochwasser am 24. Juli 1342

Im Laufe der Geschichte gab es zahlreiche Hochwasser in Hann. Münden, die durch die Lage der Stadt am Zusammenfluss von Werra und Fulda zur Weser bedingt sind. Als verheerendste Flutkatastrophe gilt das Magdalenenhochwasser vom 24. Juli 1342.

## Geschichte
In früheren Jahrhunderten trat in den Wintermonaten regelmäßig Hochwasser in Münden auf, wenn Eisgang auf den Flüssen, Schneeschmelze und Regen zusammen auftraten. Besonders schwere Hochwasser gab es in den Jahren:
| - 1342 Magdalenenhochwasser - 1374 - 1424 - 1472 - 1552 | - 1643 - 1682 - 1764 - 1799 - 1890 | - 1909 Werrahochwasser - 1926 - 1943 - 1946 Weserhochwasser - 1995 |

Aus der Zeit zwischen dem 16. bis 18. Jahrhundert sind viele Hochwasser bezeugt, die mit Eisgang auf den Flüssen einher gingen und die Mündener Brücken beschädigten. Vielfach war die Stadt nur mit Booten passierbar. Beispielsweise stand das Wasser 1552 an der Blasiuskirche mannshoch, so dass kein Gottesdienst gehalten werden konnte. Beim Hochwasser von 1682 war das Mündener Rathaus, wo Beurkundungen von Geburten und Todesfälle vorzunehmen waren, nur per Floß erreichbar.
An vielen Stellen in der Stadt finden sich an historischen Gebäuden Hochwassermarken. Die bekanntesten sind die am Rathaus, am Packhof und an einem Pfeiler der Blasiuskirche, an dem sich Inschriften von 1342 (lateinisch) und 1552 befinden:
Übersetzung: Im Jahre des Herrn 1342 am 24. Juli geschah eine Flut von Weser und Fulda und die so große Höhe des Wassers berührte die untere Kante dieses Quadersteins
1552 den 10. Ianuaryus dath Water geghan unden an dissen Stein und in der folgend Nacht ein screcklick Wedder mit Th. Donner

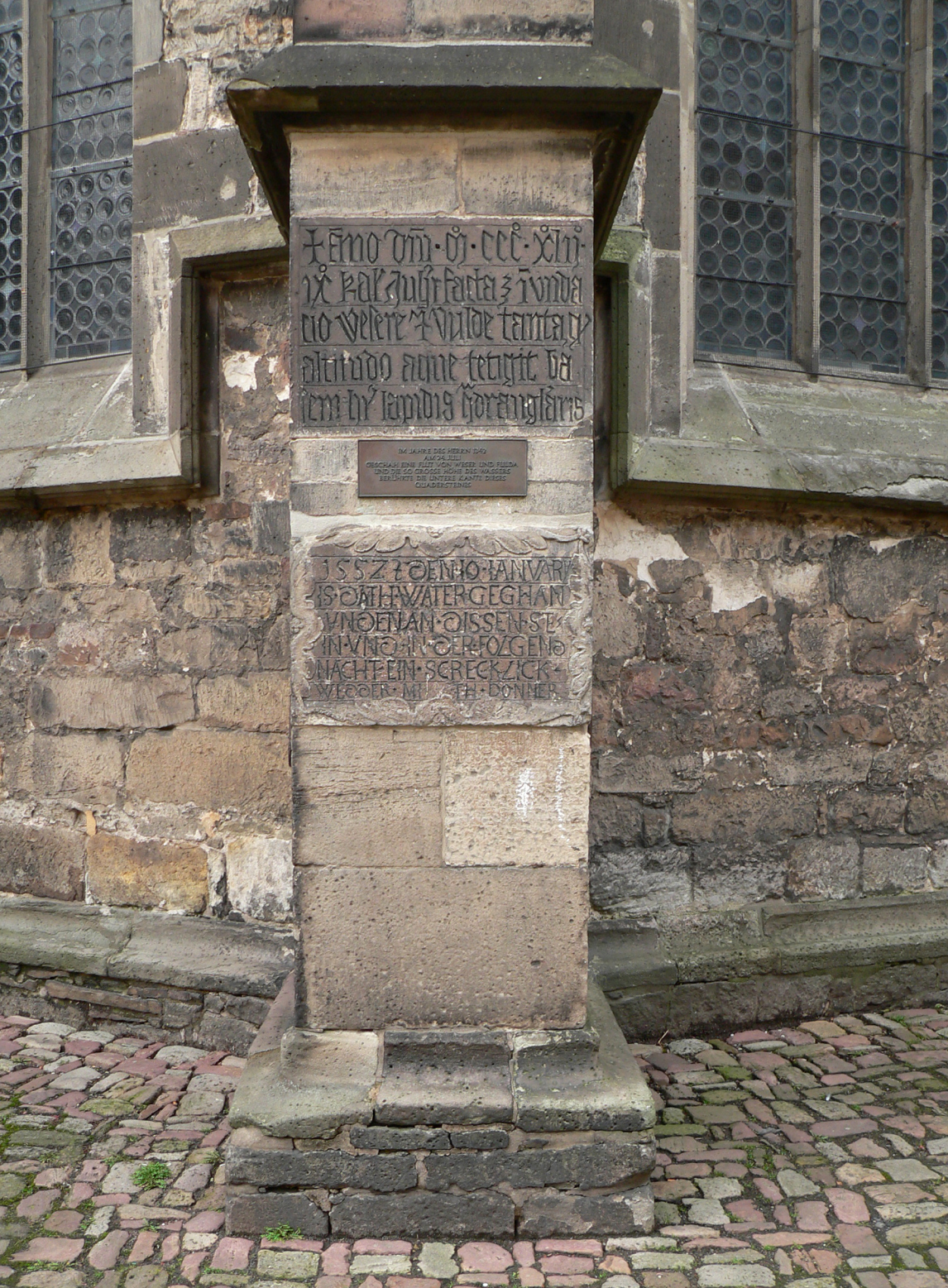
Hochwassermarken von 1342 und 1552 an einem Pfeiler der Blasiuskirche
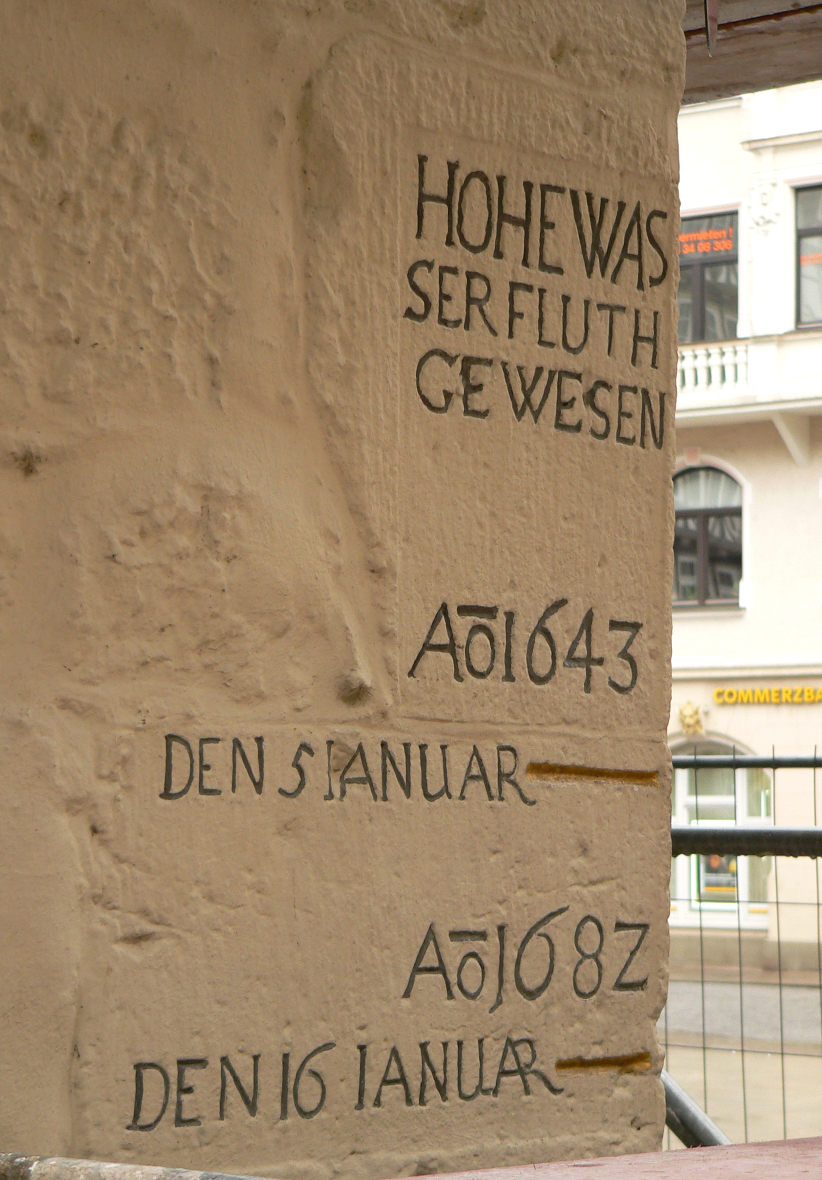
Hochwassermarken am Rathaus Münden
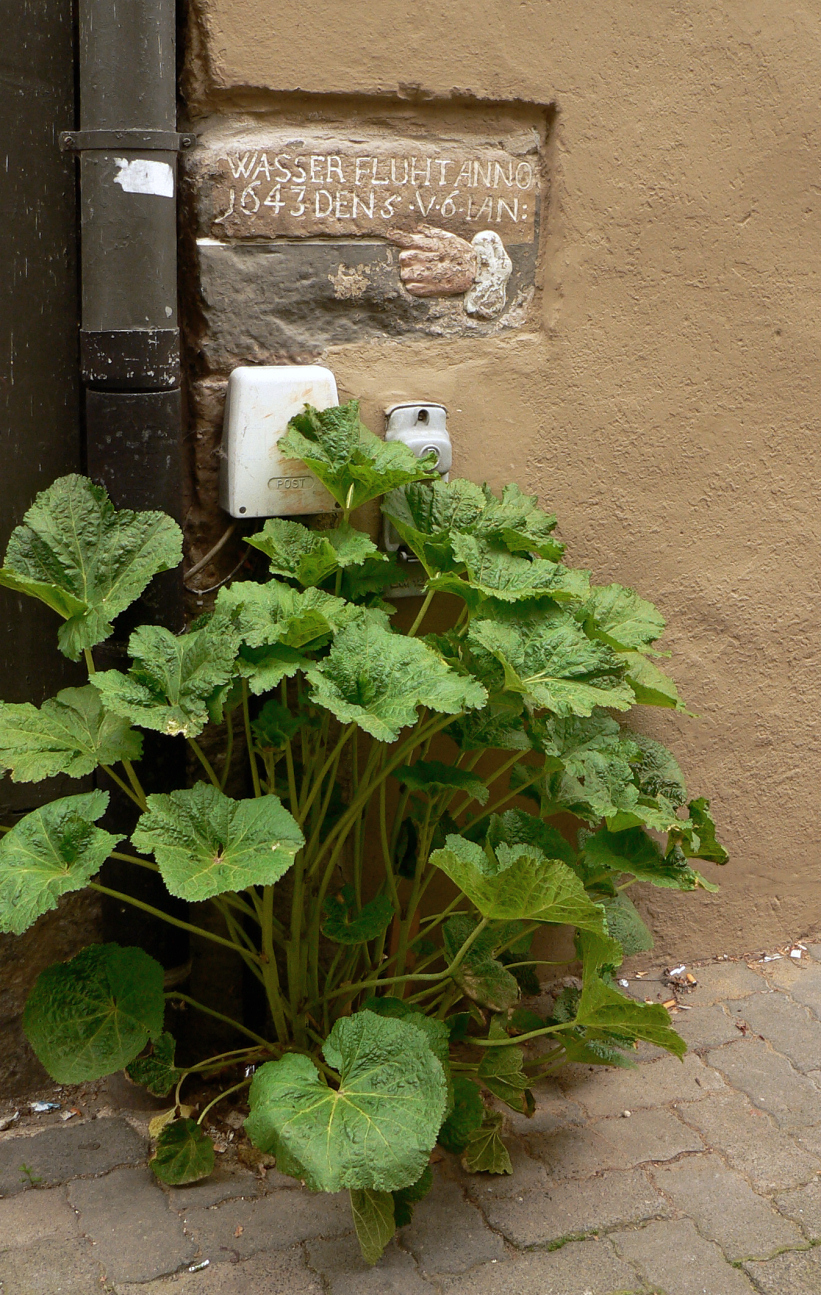
Hochwassermarke von 1643 an einem Wohnhaus nahe der Blasiuskirche

Heute sind Flutkatastrophen selten, weil seit dem Bau der Edertalsperre 1913 der Wasserstand der Fulda reguliert wird. Gelegentlich fällt in den Wintermonaten die Schlagdspitze zwischen Bremer und Wanfrieder Schlagd unter Wasser. Ebenso laufen noch in manchen Jahren bei Hochwasser die Keller von Wohnhäusern in der historischen Vorstadt Blume voll.
In jüngerer Zeit kam es 1995 mit einem Pegelstand von 6,32 Metern zu einem Hochwasser, als die Edertalsperre übergelaufen war und in der Werra ein Rückstau herrschte. Das bisher (2017) letzte Hochwasser ereignete sich im Januar 2011, als Tauwetter und Regen den Pegel auf 6,20 Meter steigen ließen.